# Frank Lupo
Frank Lupo (Nueva York, 22 de enero de 1955 - Lady Lake, Florida, 18 de febrero de 2021) fue un escritor y productor televisivo estadounidense. En colaboración con Stephen J. Cannell, Lupo creó series como El Equipo A, Riptide, Wiseguy y Cazador.
Él también fue productor ejecutivo de Walker, Texas Ranger durante su primera temporada.
Lupo murió en su casa de Florida el 18 de febrero de 2021, a los 66 años.

## Filmografía
- Espada de Justice (1978)
- Battlestar Galactica (1979)
- BJ Y el Oso (1979-1980)
- El Sheriff Lobo (1979-1981)
- Galactica 1980 (1980)
- Magnum, P.I. (1981)
- El Gran Héroe americano (1981-1983)
- El Equipo A  (1983-1987) (Cocreador, con Stephen J. Cannell)
- Riptide (1984-1986)  (Cocreador, con Stephen J. Cannell)
- Hunter (1984-1991) (Creador)
- Stingray (1987)
- Hombre lobo (1987) (Creador)
- Wiseguy (1987-1990) (Cocreador, con Stephen J. Cannell)
- Algo es Allí (1988)
- Hardball (1989)
- Raven (1992)
- Walker, Texas Ranger (1993)
- Anárquico (1997)
- Raven: Regreso de los Dragones Negros (1997)
- Adrenaline Run (2000)
- Hunter: Return to Justice (2002)
- Hunter: Back in Force (2003)
- Painkiller Jane (2007)